# Daniel Sans
Daniel Sans (* 1975) ist ein deutscher Sänger der Stimmlage Tenor.

## Leben
Daniel Sans war Knabensopran im Mainzer Domchor. Er studierte an der Musikhochschule in Frankfurt bei Martin Gründler und spezialisierte sich dann auf Oratorium- und Liedgesang bei Karl-Heinz Jarius und Charles Spencer.
Sans trat im Wiener Konzerthaus mit Michael Schneider auf, im Teatro Colón mit Karl-Friedrich Beringer, beim Feldkirch Festival mit Thomas Hengelbrock, in der Kölner Philharmonie mit Peter Neumann, in der Berliner Philharmonie mit Hans-Christoph Rademann, in the Dresdner Kreuzkirche mit Roderich Kreile, in der Leipziger Thomaskirche mit Gotthold Schwarz, und in der Alten Oper in Frankfurt mit Ralf Otto. 2009 führte er Mendelssohns Paulus mit dem Landesjugendorchester Nordrhein-Westfalen auf.
Sans arbeitet regelmäßig mit dem Bachchor Mainz und Ralf Otto zusammen. Er trat mit Chören des Rhein-Main-Gebiets auf, zum Beispiel 1999 mit Christof Fischesser in Puccinis Messa di Gloria sowohl in St. Martin, Idstein, und in der Basilika von Schloss Johannisberg. 2001 sang er dort die Tenor-Partie in Brittens The Company of Heaven für Sprecher, Solisten, Chor und Orchester (1937), die der Komponist für Peter Pears geschrieben hatte. 2002 war er der Tenor-Solist (Uriel) in Haydns Die Schöpfung in St. Martin, Idstein, einer Aufführung im Rahmen des Hessentags mit Valentina Farcas und Johannes Schendel, der Idsteiner Kantorei und dem Chor St. Martin, dem Orchester Antichi Strumenti auf historischen Instrumenten der Klassik, geleitet von Edwin Müller und Franz Fink. 2009 sang er den Part mit Elisabeth Scholl (Gabriel, Eva), Andreas Pruys (Raphael, Adam) und der Neuen Rheingauer Kantorei im Rheingauer Dom in Geisenheim und in der Basilika von Schloss Johannisberg.
Sans nahm mit Nicol Matt die Messen von Mozart auf sowie Bruckners Messe Nr. 1 in d-Moll. Er nahm die Levin-Vervollständigung von Mozarts Requiem auf, mit dem Bachchor Mainz, L’arpa festante, Julia Kleiter, Gerhild Romberger und Klaus Mertens. Schuberts Messe Es-Dur nahm er mit Mathias Breitschaft auf und Mendelssohns Elias mit Ronen Borshevsky. Wieder mit Matt spielte er 2002 sämtliche Chorwerke von Mendelssohn ein und 2006 Mahlers Das Lied von der Erde und Mozarts Der Schauspieldirektor.

## Auszeichnungen
- Erster Preis beim Internationalen Brahms-Wettbewerb in Österreich
- Förderpreis Rheinland-Pfalz.[1]